# Heo Jun-ho (Fußballspieler)
Heo Jun-ho (kor. 허준호; * 18. August 1994) ist ein südkoreanischer Fußballspieler.

## Karriere
Heo Jun-ho erlernte das Fußballspielen in der Schulmannschaft der Suwon Technical High School, der Jugendmannschaft von Gwangju Gwangsan sowie in den Universitätsmannschaften der Cheongju University und der Honam University. Seinen ersten Profivertrag unterschrieb er am 1. Januar 2017 bei Jeonbuk Hyundai Motors. Das Fußballfranchise aus Jeonju spielte in der ersten Liga des Landes, der K League 1. Sein Profidebüt gab er am 16. April 2017 im Heimspiel gegen den Gimcheon Sangmu FC. Hier wurde er in der 76. Minute für Go Moo-yol eingewechselt. In seinem ersten Profijahr feierte er mit Jeonbuk die südkoreanische Meisterschaft. 2018 wechselte er zum spanischen Verein QUM FC. Hier stand er bis Ende Juli 2018 unter Vertrag. Am 1. Juli 2018 kehrte er in seine Heimat zurück. Hier schloss er sich dem Byuksan FC an. Über die Stationen Siheung City FC, Cheonan City FC und nochmal Byuksan wechselte er im Juni 2021 nach Thailand. Hier unterschrieb er einen Vertrag beim Zweitligisten Lampang FC.

## Erfolge
Jeonbuk Hyundai Motors
- K League Classic: 2017